# Фридрих V (Баден-Дурлах)
Вижте пояснителната страница за други личности с името Фридрих V.
Фридрих V фон Баден-Дурлах (на немски: Friedrich V von Baden-Durlach; * 6 юли 1594, Зулцбург, Хохшварцвалд; † 8 септември 1659, Дурлах) е маркграф на Баден-Дурлах от 1622 до 1659 г.

## Живот
Той е най-възрастният син на маркграф Георг Фридрих фон Баден-Дурлах (1573 – 1638) и съпругата му Юлиана Урсула фон Салм-Нойфвил (1572 – 1614), дъщеря на Вилд- и Рейнграф Фридрих фон Залм-Нойфвил (1547 – 1608) и графиня Франциска фон Салм-Баденвайлер (1545 – 1587).
Император Фердинанд II решава на 25 август 1622 г. Баден-Дурлах да върне окупираните през 1594 г. земи на Маркграфство Баден-Баден и да се даде на Вилхелм, наследникът на маркграф Едуард Фортунат (Баден-Баден). Задачата да се уреди това той дава на брат си Леополд V. Маркграф Фридрих трябва да плати 380 000 гулдена.
През 1632 г. маркграф Фридрих чрез княз Лудвиг I фон Анхалт-Кьотен е приет в литературното общество „Fruchtbringenden Gesellschaft“.

## Фамилия
Първи брак: на 21 декември 1616 г. с Барбара фон Вюртемберг (* 4 декември 1593; † 8 май 1627), дъщеря на херцог Фридрих I фон Вюртемберг (1557 – 1608) и Сибила фон Анхалт (1564 – 1614). Те имат децата:
- Фридрих VI (1617 – 1677), маркграф на Баден-Дурлах, генерал
- Сибила (1618 – 1623)
- Карл Магнус (1621 – 1658)
- Барбара (1622 – 1639)
- Йохана (1623 – 1661), омъжена 1640 за шведския фелдмаршал Йохан Банер (1596 – 1641) и от 1648 за граф Хайнрих фон Турн († 1656)
- Фридерика (1625 – 1645)
- Христина (1626 – 1627)

Втори брак: на 8 октомври 1627 г. с Елеонора фон Золмс-Лаубах (* 9 септември 1605; † 6 юли 1633), дъщеря на граф Алберт Ото I фон Золмс-Лаубах (1576 – 1610) и принцеса Анна фон Хесен-Дармщат (1583 – 1631). Те имат децата:
- Анна Филипина (1629 – 1629)
- Елеонора († 1630)
- Густав Адолф (1631 – 1677), католик, 1667 бенедиктинец, 1671 абат в манастир Фулда, 1673 абат в Кемптен, 1672 кардинал

Трети брак: на 21 януари 1634 г. с Мария Елизабет фон Валдек-Айзенберг (* 2 септември 1608, † 19 февруари 1643), дъщеря на граф Волрад IV фон Валдек-Айзенберг (1588 – 1640) и Анна фон Баден-Дурлах (1587 -1649). Бракът е бездетен.
Четвърти брак: на 13 февруари 1644 г. в Базел с Анна Мария фон Хоен-Геролдсек (* 28 октомври 1593, † 25 май 1649), вдовицата на граф Фридрих фон Золмс-Рьоделхайм, единствената дъщеря на Якоб фон Хоенгеролдсек (1565 – 1634) и Барбара фон Раполтщайн (1566 – 1621). Бракът е бездетен.
Пети брак: на 20 май 1650 г. с Елизабет Евсебия фон Фюрстенберг († 8 юни 1676), дъщеря на граф Кристоф II фон Фюрстенберг (1580 – 1614) и Доротея фрайин фон Щернберг (1570 – 1633). Бракът е бездетен.